# Seznam nejlepších střelců na mistrovství světa v ledním hokeji
Seznam nejlepších střelců na mistrovství světa
od roku 1954.
| Rok  | Jméno                                                            | Branky |
| ---- | ---------------------------------------------------------------- | ------ |
| 1954 | Maurice Galland                                                  | 16     |
| 1955 | Vlastimil Bubník                                                 | 17     |
| 1956 | Gerry Theberge                                                   | 12     |
| 1957 | Vsevolod Bobrov                                                  | 13     |
| 1958 | John McKenzie                                                    | 12     |
| 1959 | Gordon Berenson                                                  | 9      |
| 1960 | Lars-Eric Lundvall                                               | 9      |
| 1961 | Jack McLeod                                                      | 10     |
| 1962 | Nisse Nilsson                                                    | 12     |
| 1963 | Jiří Dolana, Vjačeslav Staršinov                                 | 8      |
| 1964 | Tumba Johansson                                                  | 8      |
| 1965 | Jaroslav Jiřík                                                   | 8      |
| 1966 | Vjačeslav Staršinov                                              | 11     |
| 1967 | Viktor Polupanov, Anatolij Firsov                                | 11     |
| 1968 | Anatolij Firsov                                                  | 11     |
| 1969 | Anatolij Firsov                                                  | 10     |
| 1970 | Alexandr Malcev                                                  | 15     |
| 1971 | Alexandr Malcev, Anatolij Firsov                                 | 11     |
| 1972 | Vladimir Vikulov                                                 | 12     |
| 1973 | Vladimir Petrov                                                  | 18     |
| 1974 | Václav Nedomanský, Sergej Kapustin                               | 10     |
| 1975 | Tord Lundström, Vladimir Petrov, Viktor Šalimov Alexandr Jakušev | 9      |
| 1976 | Vladimír Martinec, Jiří Novák a Milan Nový                       | 9      |
| 1977 | Boris Michajlov                                                  | 12     |
| 1978 | Marcel Dionne, Helmut Balderis a Boris Michajlov                 | 9      |
| 1979 | Sergej Makarov                                                   | 8      |
| 1981 | Ernst Höfner                                                     | 9      |
| 1982 | Bill Barber, Viktor Šalimov                                      | 8      |
| 1983 | Jiří Lála, Sergej Makarov                                        | 9      |
| 1985 | Hannu Järvenpää, Sergej Makarov                                  | 9      |
| 1986 | Thomas Steen                                                     | 8      |
| 1987 | Vladimir Krutov                                                  | 11     |
| 1989 | Brian Bellows                                                    | 8      |
| 1990 | Andrej Chomutov                                                  | 11     |
| 1991 | Mats Sundin, Christian Ruuttu                                    | 7      |
| 1992 | Jarkko Varvio                                                    | 9      |
| 1993 | Eric Lindros                                                     | 11     |
| 1994 | Magnus Svensson                                                  | 8      |
| 1995 | Sergej Berezin                                                   | 7      |
| 1996 | Yannick Perreault                                                | 6      |
| 1997 | Martin Procházka, Vladimír Vůjtek, Roger Dube                    | 7      |
| 1998 | Radek Bělohlav, Pavel Patera, Peter Forsberg                     | 6      |
| 1999 | Alexej Jašin                                                     | 8      |
| 2000 | Miroslav Šatan                                                   | 10     |
| 2001 | Sami Kapanen                                                     | 7      |
| 2002 | Peter Bondra                                                     | 7      |
| 2003 | Teemu Selänne                                                    | 8      |
| 2004 | Dany Heatley                                                     | 8      |
| 2005 | Rick Nash                                                        | 9      |
| 2006 | Sidney Crosby                                                    | 8      |
| 2007 | Alexej Morozov                                                   | 8      |
| 2008 | Dany Heatley                                                     | 12     |
| 2009 | Jason Spezza, Steven Stamkos, Niko Kapanen                       | 7      |
| 2010 | John Tavares                                                     | 7      |
| 2011 | Jarkko Immonen                                                   | 9      |
| 2012 | Jevgenij Malkin                                                  | 11     |
| 2013 | Petri Kontiola, Ilja Kovalčuk                                    | 8      |
| 2014 | Viktor Tichonov                                                  | 8      |
| 2015 | Tyler Seguin                                                     | 9      |
| 2016 | Gustav Nyquist, Patrik Laine                                     | 7      |
| 2017 | Nikita Kučerov, Nikita Gusev, William Nylander                   | 7      |
| 2018 | Sebastian Aho                                                    | 9      |
| 2019 | Mark Stone                                                       | 8      |
| 2021 | Andrew Mangiapane, Liam Kirk                                     | 7      |
| 2022 | David Pastrňák, Dylan Cozens, Pierre-Luc Dubois                  | 7      |
| 2023 | Dominik Kubalík                                                  | 8      |
| 2024 | Dylan Cozens                                                     | 9      |
| 2025 | Elias Lindholm                                                   | 8      |